# Chris Spedding (album)
Chris Spedding je třetí sólové studiové album anglického hudebníka Chrise Speddinga. Vydáno bylo 8. dubna roku 1976 společností RAK Records a jeho producentem byl Mickie Most. Kromě deseti autorských písní obsahuje také coververzi písně od kapely Ted Mulry Gang.

## Pozadí
Historie alba sahá do konce roku 1974, kdy se rozpadla Speddingova kapela Sharks a on se rozhodl vydat vlastní hitovou píseň. Již v době členství ve skupině napsal píseň „Motor Bikin'“, která se však dle jeho názoru nehodila ke zpěvu Stephena Parsonse, zpěváka kapela, a rozhodl se jí odložit. Následně začal spolupracovat s producentem Mickiem Mostem a podepsal smlouvu s jeho vydavatelstvím RAK Records. Dne 16. dubna 1975 tuto píseň během tříhodinové nahrávací frekvence nahrál. Píseň byla vydána jako první singl z tehdy ještě nenahraného alba dne 27. června 1975. Na B-straně singlu se nacházela píseň „Working for the Union“, která vznikla v posledních deseti minutách dubnové tříhodinové frekvence. Písni „Motor Bikin'“ se dostalo úspěchu v srpnu 1975, kdy se umístila na čtrnácté příčce Britské singlové hitparády. Dne 28. srpna toho roku Spedding s písní vystupoval v pořadu Top of the Pops.
Některé písně pro své nadcházející album Spedding nahrál v říjnu 1975. V prosinci 1975 nahrál zbytek písní, a to zámku Château du Regard ve Francii. Kvůli nespokojenosti se svým zpěvem některé party následně již v Londýně přenahrál.

## Seznam skladeb
Autorem všech skladeb je Chris Spedding, pokud není uvedeno jinak.
| Pořadí | Název                         | Délka |
| ------ | ----------------------------- | ----- |
| 1.     | New Girl in the Neighbourhood | 2:30  |
| 2.     | School Days                   | 2:26  |
| 3.     | Sweet Disposition             | 2:16  |
| 4.     | Bedsit Girl                   | 2:03  |
| 5.     | Guitar Jamboree               | 4:20  |
| 6.     | Jump in My Car (Ted Mulry)    | 3:23  |
| 7.     | Hungry Man                    | 3:17  |
| 8.     | Motor Bikin'                  | 2:38  |
| 9.     | Catch That Train              | 2:40  |
| 10.    | Nervous                       | 2:13  |
| 11.    | Boogie City                   | 2:37  |

## Obsazení
- Chris Spedding – zpěv, kytara
- Les Hurdle – baskytara
- Dave Cochran – baskytara („Motor Bikin'“)
- Brian Bennett – bicí
- Tony Carr – bicí
- Barry Morgan – bicí („Motor Bikin'“)
- Chas Mills – doprovodné vokály
- Neil Lancaster – doprovodné vokály
- Tony Burrows – doprovodné vokály